# Baseball na Letnich Igrzyskach Olimpijskich 2004
Podczas Letnich Igrzysk Olimpijskich w Atenach rozgrywane były tylko zawody w baseballu mężczyzn. Odbywyły się one w Helliniko Olympic Complex.

## Mężczyźni
| Lp. | Państwo         | Zawodnicy |
| --- | --------------- | --- |
| 1   | Kuba            | Danny Betancourt, Luis Borroto, Frederich Cepeda, Yorelvis Charles, Michel Enríquez, Norberto González, Yulieski Gourriel, Pedro Luis Lazo, Roger Machado, Jonder Martínez, Danny Miranda, Frank Montieth, Vicyohandri Odelin, Adiel Palma, Eduardo Paret, Ariel Pestano, Alexei Ramírez, Eriel Sánchez, Antonio Scull, Carlos Tabares, Yoandri Urgelles, Osmani Urrutia, Manuel Vega, Norge Luis Vera                             |
| 2   | Australia       | Craig Anderson, Thomas Brice, Adrian Burnside, Gavin Fingleson, Paul Gonzalez, Nick Kimpton, Brendan Kingman, Craig Lewis, Graeme Lloyd, David Nilsson, Trent Oeltjen, Wayne Ough, Chris Oxspring, Brett Roneberg, Ryan Rowland Smith, John Stephens, Phil Stockman, Brett Tamburrino, Richard Thompson, Andrew Utting, Ben Wigmore, Glenn Williams, Jeff Williams, Rodney van Buizen                                              |
| 3   | Japonia         | Ryoji Aikawa, Yuya Ando, Atsushi Fujimoto, Kosuke Fukudome, Hirotoshi Ishii, Hisashi Iwakuma, Hitoki Iwase, Kenji Jojima, Makoto Kaneko, Takuya Kimura, Masahide Kobayashi, Hiroki Kuroda, Daisuke Matsuzaka, Daisuke Miura, Shinya Miyamoto, Arihito Muramatsu, Norihiro Nakamuru, Michihiro Ogasawara, Naoyuki Shimizu, Yoshinobu Takahashi, Yoshitomo Tani, Kōji Uehara, Kazuhiro Wada, Tsuyoshi Wada                           |
| 4   | Kanada          | Chris Begg, Todd Betts, Richard „Stubby” Clapp, Eric Cyr, Phil Devey, Jason Dickson, Rob Ducey, Jeff Guiel, Shawn Hill, Mike Johnson, Danny Klassen, Mike Kusiewicz, Pierre-Luc Laforest, Chris Mears, Aaron Myette, Kevin Nicholson, John Ogiltree, Peter Orr, Simon Pond, Ryan Radmanovich, Paul Spoljaric, Adam Stern, Andy Stewart, Jeremy Ware                                                                                |
| 5   | Chińskie Tajpej | Chang Chih-chia, Chen Wei-yin, Tsao Chin-hui, Huang Chun-chung, Keng Po-hsuan, Lin En-yu, Lin Ying-chieh, Pan Wei-lun, Tu Chang-wei, Wang Chien-ming, Yang Chien-fu, Kao Chih-kang, Yeh Chun-chang, Chang Tai-shan, Chen Yung-chi, Cheng Chang-ming, Cheng Chao-hang, Hsieh Chia-shian, Huang Chung-yi, Tsai Feng-an, Chen Chin-feng, Chen Chih-yuan, Lin Wei-chu, Peng Cheng-min                                                  |
| 6   | Holandia        | Sharnol Adriana, Wladimir Balentien, Johnny Balentina, Patrick Beljaards, Maikel Benner, Yurrendel DeCaster, Ivanon Coffie, Rob Cordemans, Robin van Doornspeek, Dave Draijer, Evert-Jan 't Hoen, Chairon Isenia, Eelco Jansen, Sidney de Jong, Ferenc Jongejan, Eugene Kingsale, Dirk van 't Klooster, Patrick de Lange, Raily Legito, Calvin Maduro, Diego Markwell, Ralph Milliard, Harvey Monte, Alexander Smit                |
| 7   | Grecja          | Clayton Bellinger, Alexander Cremidans, Chris Demetral, Dimitrios Douros, Laurence Heisler, James Kavourias, Robert Kingsbury, Georgios Kottaras, Michael Koutsantonakis, Cory Antony Harris, Peter Maestrales, Nick Markakis, Meleti Ross Melehes, Erik Pappas, Peter Rasmusen, Christoforos Rompinson, Panagiotis Sikaras, Vasili Spanos, Peter Soteropoulos, Sean Spencer, Jared Theodorakos, Nicholas Theodorou, Clint Zavaras |
| 8   | Włochy          | Luca Bischeri, James Buccheri, Francesco Casolari, Mario Chiarini, Davide Dallospedale, Seth la Fera, David Francia, Daniele Frignani, Claudio Liverziani, William Lucena, Marcello Malagoli, Michael Marchesano, Anthony Massimino, Giuseppe Mazzanti, Fabio Milano, Peter Nyari, Kasey Olenberger, Giovanni Pantaleoni, Vincent Parisi, Jairo Ramos-Gizzi, Carlo Richetti, David Rollandini, Riccardo de Santis, Igor Schiavetti |